# Go-Daigo
Go-Daigo, född 1288, död 1339, var regerande kejsare av Japan mellan 1318 och 1339.